# Campionati del mondo di ciclismo su strada 2004 - Gara in linea maschile Elite
La gara in linea maschile Elite dei Campionati del mondo di ciclismo su strada 2004 si tenne il 3 ottobre 2004 a Verona. La gara fu vinta per la terza volta dallo spagnolo Óscar Freire, che nella volata conclusiva precedette il tedesco Erik Zabel e l'italiano Luca Paolini, completando i 265,5 km di gara in 6h57'15" alla media di 42,417 km/h.
Dei 200 ciclisti alla partenza 88 completarono la gara.

## Squadre e corridori partecipanti
| N.      | Cod. | Squadra       |
| ------- | ---- | ------------- |
| 1-13    | ESP  | Spagna        |
| 14-25   | BEL  | Belgio        |
| 26-38   | ITA  | Italia        |
| 39-50   | NED  | Paesi Bassi   |
| 51-58   | DEN  | Danimarca     |
| 59-60   | CAN  | Canada        |
| 61-72   | GER  | Germania      |
| 73-83   | AUS  | Australia     |
| 84-95   | SUI  | Svizzera      |
| 96-107  | RUS  | Russia        |
| 108-117 | USA  | Stati Uniti   |
| 118-121 | SLO  | Slovenia      |
| 122     | BLR  | Bielorussia   |
| 123-126 | AUT  | Austria       |
| 127-138 | FRA  | Francia       |
| 139-140 | LUX  | Lussemburgo   |
| 141-142 | GBR  | Gran Bretagna |
| 143-147 | COL  | Colombia      |
| 148     | HUN  | Ungheria      |

| N.      | Cod. | Squadra         |
| ------- | ---- | --------------- |
| 149-156 | UKR  | Ucraina         |
| 157-159 | NOR  | Norvegia        |
| 160-164 | POR  | Portogallo      |
| 165-168 | KAZ  | Kazakhistan     |
| 169-176 | POL  | Polonia         |
| 177-178 | IRL  | Irlanda         |
| 179-180 | CZE  | Repubblica Ceca |
| 181     | ARG  | Argentina       |
| 182-183 | BRA  | Brasile         |
| 184-185 | EST  | Estonia         |
| 186     | FIN  | Finlandia       |
| 187     | JPN  | Giappone        |
| 188-189 | LAT  | Lettonia        |
| 190-191 | LTU  | Lituania        |
| 192     | MEX  | Messico         |
| 193-194 | MDA  | Moldova         |
| 195     | SVK  | Slovacchia      |
| 196-199 | SWE  | Svezia          |
| 200     | UZB  | Uzbekistan      |

## Ordine d'arrivo (Top 10)
| Pos. | Corridore          | Squadra     | Tempo    |
| ---- | ------------------ | ----------- | -------- |
| 1    | Óscar Freire       | Spagna      | 6h57'15" |
| 2    | Erik Zabel         | Germania    | s.t.     |
| 3    | Luca Paolini       | Italia      | s.t.     |
| 4    | Stuart O'Grady     | Australia   | s.t.     |
| 5    | Allan Davis        | Australia   | s.t.     |
| 6    | Alejandro Valverde | Spagna      | s.t.     |
| 7    | Michael Boogerd    | Paesi Bassi | s.t.     |
| 8    | Chris Horner       | Stati Uniti | s.t.     |
| 9    | Damiano Cunego     | Italia      | s.t.     |
| 10   | Fränk Schleck      | Lussemburgo | s.t.     |